# 鄭智
鄭 智（漢音読み：てい ち、簡体字：郑智、繁体字：鄭智、拼音：Zhèng Zhì、Zheng Zhi、1980年8月20日 - ）は、中華人民共和国・遼寧省瀋陽市出身のサッカー選手、サッカー指導者。元中国代表。現役時代のポジションはディフェンダー、ミッドフィールダー。

## 経歴

### クラブ
1990年から、遼寧のユースチームでプレイ。当時は右サイドバックだった。1996年から遼寧青年隊の一員として、乙級リーグ（2部相当）に参戦。 しかし1998年遼寧青年隊はスポンサー関連で問題が発生し、以降鄭智とチームメイトは試合でプレイする機会を失った。2000年にチームが解散し、深圳平安へレンタルされた。
2001年に完全移籍、2002年朱広滬によりDFからMFにコンバートされると、アシスト王になりチームをリーグ準優勝に導いた。鄭智は22歳にしてリーグ年間MVPとなった。
2004年には深圳健力宝（平安と同じチーム）を中国超級リーグ優勝に導いた。
2005年1月に鄭智は欧州移籍を画策したが、成功しなかった。 その後山東魯能泰山に加入した。
2006年には21得点を挙げ山東をリーグ、FAカップの2冠に導き、2度目のリーグMVPとなった。

### チャールトン
2007年1月イングランド・プレミアリーグのチャールトン・アスレティックにレンタル移籍した。 鄭の中国語スペルである「ZZ」の愛称で呼ばれた。2月10日、マンチェスター・ユナイテッド戦で40分に途中出場しデビュー。3月18日のニューカッスル・ユナイテッド戦で先発出場し1得点1アシストを記録 、もう一名のアジア人である朴智星と共にESPNとBBCのリーグ週間ベスト11に選出された。 しかしチームは2部相当のFLCへ降格してしまった。8月9日、山東魯能は200万ポンドでチャールトンへ2年契約での完全移籍を発表。これは孫継海を抜いて中国人歴代最高額の移籍金となった。
12月26日、鄭智はソルギヒョンのイングランド2部リーグでのアジア人選手得点記録を抜いた。
2008年1月には下記の記録を更新した：
- 5日，イングランドFAカップで中国人選手として初めて得点。
- 14日，スポーツ界の代表として、マンチェスター・ユナイテッドに所属していた董方卓と共に、当時の英国首相ゴードン・ブラウンと対面した[6]。
- 15日，イングランドFAカップのウェストブロムウィッチ戦で、キャプテンを務めた[7]。

しかしチャールトンは2008/09シーズン低迷し3部相当のリーグ1降格、鄭智は契約延長せず退団した。

### セルティック
2009年9月スコットランド・プレミアリーグのセルティックは鄭智の加入を発表した。 范志毅、杜威に続き3人目の同リーグでプレーする中国人選手となった。10月4日，ライバルであるグラスゴー・レンジャーズとのオールドファームダービーでデビュー、1-2で敗れたが鄭智は先発し1アシストを記録した。2010年5月9日の最終節でリーグ戦初得点を記録したが、シーズン終了後契約を解消した。

### 広州恒大
2010年6月28日、先に八百長疑惑で中甲（2部相当）に降格していた広州恒大に移籍金ゼロで加入した。同年の中甲リーグで優勝し、中超リーグへの復帰を決めた。
2011年9月，広州恒大は4試合を残して昇格1年目にして中超リーグ優勝を決めた。鄭智は初めて異なる3チームでリーグ優勝を達成した。
2013年にはAFCチャンピオンズリーグ優勝、同年のAFCアジア年間最優秀選手を受賞した。
2021年、恒大グループの財政難によりファビオ・カンナバーロ監督の辞任後、選手兼監督に就任した。

### 代表
2000年にU-23代表に招集された。
2002年シリア戦で中国代表にデビューし、その後キャプテンを務めている。
2008年北京五輪ではオーバーエイジとして参戦するも、パフォーマンスが低迷したうえにベルギー戦で肘打ちし退場するなど散々な出来に終わり、批判された。
2018年6月に国際Aマッチ出場100試合を達成した。

## 人物
元々はディフェンダーの選手だったが、後にセンターハーフへとコンバートされた。中国代表においても、アリー・ハーン監督の時代はセンターバックで起用されていたものの、やがて中盤でプレーするようになった。しかし、守備力の高い彼がディフェンスラインから抜けたことでチーム全体の守備力が低下したとの批判もある。代表では主将を務めるほか、セットプレーのキッカーも任され、チームの要として活躍している。スパイクはアディダスを着用している。http://sports.sina.com.cn/g/2007-01-08/08482679157.shtml
中国代表で長くキャプテンを務める選手ながら、物議を醸す行動も多い。
2005-06シーズン山東在籍時、ACLでアル・イテハドに敗れた試合で、審判へ水を吐いた為に退場&6ヶ月のあらゆる試合出場停止&4500米ドル罰金の処分を受けた。同年国内リーグの瀋陽金德戦では試合後握手しなかった審判を追い回すトラブルもあった。
2006年、ドイツW杯を控えたフランス代表との親善試合でジブリル・シセと接触した結果、シセの負傷&W杯メンバー離脱となった。本人はその意図なくアクシデンタルな負傷だったが、悪い意味で名を広めた。
2015年9月3日深圳で行われたW杯予選香港戦後，香港GK葉鴻輝と口論になり、水を吐いた映像が公開された。
マルチロールで知られており、1999年U23代表招集時は右DFだった。その後クラブでは攻撃的MFで頭角を表すが、アリー・ハーン率いる代表では長くCBを務めながら2004アジアカップでは3得点で準優勝に貢献。渡欧したチャールトン・セルティックでは攻撃的MF、帰国し広州恒大ではボランチに定着しているが、この期間に代表でCF,CBを務めたこともある。
30代後半になりながら代表、広州恒大両方で背番号10、キャプテンを務め、ACL優勝2回、2013AFC年間最優秀選手受賞、マルチェロ・リッピの寵愛を受けるなど日韓W杯以降の中国を代表するプレイヤー。
その能力の高さは対戦歴のある伊藤壇、エスクデロもSNS上で絶賛している。
2004年に結婚、1男1女あり。息子は広州恒大の下部組織に入っている。

## 個人成績
| 国内大会個人成績 | 国内大会個人成績 | 国内大会個人成績 | 国内大会個人成績   | 国内大会個人成績 | 国内大会個人成績 | 国内大会個人成績 | 国内大会個人成績 | 国内大会個人成績 | 国内大会個人成績 | 国内大会個人成績 | 国内大会個人成績 |
| 年度             | クラブ           | 背番号           | リーグ             | リーグ戦         | リーグ戦         | リーグ杯         | リーグ杯         | オープン杯       | オープン杯       | 期間通算         | 期間通算         |
| 年度             | クラブ           | 背番号           | リーグ             | 出場             | 得点             | 出場             | 得点             | 出場             | 得点             | 出場             | 得点             |
| 中国             | 中国             | 中国             | 中国               | リーグ戦         | リーグ戦         | リーグ杯         | リーグ杯         | FA杯             | FA杯             | 期間通算         | 期間通算         |
| ---------------- | ---------------- | ---------------- | ------------------ | ---------------- | ---------------- | ---------------- | ---------------- | ---------------- | ---------------- | ---------------- | ---------------- |
| 2000             | 遼寧宏運         |                  | 乙級               |                  |                  |                  |                  |                  |                  |                  |                  |
| 2001             | 深圳紅鑽         | 2                | 甲A級              | 23               | 3                | -                | -                | 3                | 0                | 26               | 3                |
| 2002             | 深圳紅鑽         | 10               | 甲A級              | 22               | 6                | -                | -                | 2                | 0                | 24               | 6                |
| 2003             | 深圳紅鑽         | 10               | 甲A級              | 16               | 3                | -                | -                | 3                | 0                | 19               | 3                |
| 2004             | 深圳紅鑽         | 10               | 超級               | 16               | 2                | 2                | 1                | 5                | 4                | 23               | 7                |
| 2005             | 山東魯能         | 10               | 超級               | 18               | 10               | 4                | 4                | 4                | 2                | 26               | 16               |
| 2006             | 山東魯能         | 10               | 超級               | 26               | 21               | -                | -                | 6                | 1                | 32               | 2                |
| イングランド     | イングランド     | イングランド     | イングランド       | リーグ戦         | リーグ戦         | FLカップ         | FLカップ         | FAカップ         | FAカップ         | 期間通算         | 期間通算         |
| 2006-07          | チャールトン     | 9                | プレミア           | 12               | 1                | 0                | 0                | 0                | 0                | 12               | 1                |
| 中国             | 中国             | 中国             | 中国               | リーグ戦         | リーグ戦         | リーグ杯         | リーグ杯         | FA杯             | FA杯             | 期間通算         | 期間通算         |
| 2007             | 山東魯能         | 10               | 超級               | 1                | 0                | -                | -                | -                | -                | 1                | 0                |
| イングランド     | イングランド     | イングランド     | イングランド       | リーグ戦         | リーグ戦         | FLカップ         | FLカップ         | FAカップ         | FAカップ         | 期間通算         | 期間通算         |
| 2007-08          | チャールトン     | 5                | チャンピオンシップ | 42               | 7                | 1                | 1                | 2                | 1                | 45               | 9                |
| 2008-09          | チャールトン     | 5                | チャンピオンシップ | 13               | 1                | 0                | 0                | 0                | 0                | 13               | 1                |
| スコットランド   | スコットランド   | スコットランド   | スコットランド     | リーグ戦         | リーグ戦         | S・リーグ杯      | S・リーグ杯      | スコティッシュ杯 | スコティッシュ杯 | 期間通算         | 期間通算         |
| 2009-10          | セルティック     | 27               | S・プレミア        | 16               | 1                | 1                | 0                | 2                | 0                | 19               | 1                |
| 中国             | 中国             | 中国             | 中国               | リーグ戦         | リーグ戦         | リーグ杯         | リーグ杯         | FA杯             | FA杯             | 期間通算         | 期間通算         |
| 2010             | 広州恒大         | 27               | 甲級               | 11               | 5                | -                | -                | -                | -                | 11               | 5                |
| 2011             | 広州恒大         | 10               | 超級               | 25               | 5                | -                | -                | 2                | 0                | 27               | 5                |
| 2012             | 広州恒大         | 10               | 超級               | 24               | 1                | -                | -                | 3                | 1                | 27               | 2                |
| 2013             | 広州恒大         | 10               | 超級               | 24               | 2                | -                | -                | 4                | 0                | 28               | 2                |
| 2014             | 広州恒大         | 10               | 超級               | 20               | 0                | -                | -                | 0                | 0                | 20               | 0                |
| 2015             | 広州恒大         | 10               | 超級               | 22               | 1                | -                | -                | 0                | 0                | 22               | 1                |
| 2016             | 広州恒大         | 10               | 超級               | 26               | 1                | -                | -                | 8                | 0                | 34               | 1                |
| 通算             | 中国             | 中国             | 1部                | 263              | 55               | 6                | 5                | 40               | 8                | 309              | 68               |
| 通算             | 中国             | 中国             | 2部                | 11               | 5                | 0                | 0                | 0                | 0                | 11               | 5                |
| 通算             | 中国             | 中国             | 3部                | 0                | 0                | 0                | 0                | 0                | 0                | 0                | 0                |
| 通算             | イングランド     | イングランド     | 1部                | 12               | 1                | 0                | 0                | 0                | 0                | 12               | 1                |
| 通算             | イングランド     | イングランド     | 2部                | 55               | 8                | 1                | 1                | 2                | 1                | 58               | 10               |
| 通算             | スコットランド   | スコットランド   | 1部                | 16               | 1                | 1                | 0                | 2                | 0                | 19               | 1                |
| 総通算           | 総通算           | 総通算           | 総通算             | 357              | 70               | 8                | 6                | 44               | 9                | 409              | 85               |

## 代表歴

### 出場大会
- U-23中国代表
  - 2008年 - 北京オリンピック・オーバーエイジ枠（グループリーグ敗退）
- 中国代表
  - 2004年 - AFCアジアカップ2004
  - 2007年 - AFCアジアカップ2007
  - 2015年 - AFCアジアカップ2015 (ベスト8)
  - 2015年 - 東アジアカップ2015

### 試合数
国際Aマッチ 108試合 15得点（2002年-2019年）
| 中国代表 | 国際Aマッチ | 国際Aマッチ |
| 年       | 出場        | 得点        |
| -------- | ----------- | ----------- |
| 2002     | 3           | 0           |
| 2003     | 4           | 0           |
| 2004     | 21          | 9           |
| 2005     | 3           | 1           |
| 2006     | 5           | 1           |
| 2007     | 3           | 0           |
| 2008     | 6           | 1           |
| 2009     | 4           | 0           |
| 2010     | 1           | 0           |
| 2011     | 10          | 1           |
| 2012     | 5           | 0           |
| 2013     | 11          | 0           |
| 2014     | 5           | 2           |
| 2015     | 12          | 0           |
| 2016     | 2           | 0           |
| 2017     | 4           | 0           |
| 2018     | 6           | 0           |
| 2019     | 4           | 0           |
| 通算     | 108         | 15          |

### ゴール
| #   | 開催年月日     | 開催地                      | 対戦国           | 結果  | 試合概要                               |
| --- | -------------- | --------------------------- | ---------------- | ----- | -------------------------------------- |
| 1.  | 2004年1月29日  | 上海,中国                   | 北マケドニア     | ○ 1-0 | 親善試合                               |
| 2.  | 2004年2月7日   | 深圳市,中国                 | フィンランド     | ○ 2-1 | 親善試合                               |
| 3.  | 2004年3月7日   | 広州市,中国                 | ミャンマー       | ○ 2-0 | 親善試合                               |
| 4.  | 2004年6月1日   | 北京市,中国                 | ハンガリー       | ○ 2-1 | 親善試合                               |
| 5.  | 2004年7月10日  | フフホト市,中国             | アラブ首長国連邦 | △ 2-2 | 親善試合                               |
| 6.  | 2004年7月10日  | フフホト市,中国             | アラブ首長国連邦 | △ 2-2 | 親善試合                               |
| 7.  | 2004年7月17日  | 北京市,中国                 | バーレーン       | △ 2-2 | AFCアジアカップ2004                    |
| 8.  | 2004年7月30日  | 北京市,中国                 | イラク           | ○ 3-0 | AFCアジアカップ2004                    |
| 9.  | 2004年7月30日  | 北京市,中国                 | イラク           | ○ 3-0 | AFCアジアカップ2004                    |
| 10. | 2005年6月22日  | 広州市,中国                 | コスタリカ       | ○ 2-0 | 親善試合                               |
| 11. | 2006年6月7日   | サン＝テティエンヌ,フランス | フランス         | ● 3-1 | 親善試合                               |
| 12. | 2008年2月6日   | ドバイ,アラブ首長国連邦     | イラク           | △ 1-1 | 2010 FIFAワールドカップ・アジア3次予選 |
| 13. | 2011年9月2日   | 昆明市,中国                 | シンガポール     | ○ 2-1 | 2014 FIFAワールドカップ・アジア3次予選 |
| 14. | 2014年10月14日 | 長沙市,中国                 | パラグアイ       | ○ 2-1 | 親善試合                               |
| 15. | 2014年11月14日 | 南昌市,中国                 | ニュージーランド | △ 1-1 | 親善試合                               |

## タイトル

### クラブ
深圳平安科健 / 深圳健力宝
- 中国サッカー・超級リーグ：1回 (2004)

山東魯能泰山
- 中国サッカー・超級リーグ：1回 (2006)
- 中国FAカップ：1回 (2006)

広州恒大
- AFCチャンピオンズリーグ：2回 (2013, 2015)
- 中国サッカー・超級リーグ：8回 (2011, 2012, 2013, 2014, 2015, 2016, 2017, 2019)
- 中国サッカー・甲級リーグ：1回 (2010)
- 中国FAカップ：2回 (2012, 2016)
- 中国サッカー・スーパーカップ：4回 (2012, 2016, 2017, 2018)

### 個人
- アジアカップ ベストイレブン：1回 (2004)
- アジア年間最優秀選手賞：1回 (2013)
- AFCチャンピオンズリーグ ドリーム チーム：1回 (2013)
- 中国サッカー協会 最優秀選手賞：2回 (2002, 2006)
- 中国サッカー・甲A級リーグ / 中国サッカー・超級リーグベストイレブン：9回 (2002, 2003, 2004, 2005, 2006, 2012, 2013, 2014, 2015)